# BBC News Online
BBC News Online è il sito web di BBC News, la divisione della BBC responsabile della raccolta e della produzione di notizie.
Il sito web contiene notizie da tutto il mondo oltre a notizie dal Regno Unito, di attualità, intrattenimento, scientifiche e politiche. Molti servizi sono accompagnati da audio e video dei notiziari televisivi e radiofonici della BBC, mentre gli ultimi bollettini televisivi e radiofonici sono disponibili anche per la visione o l'ascolto sul sito insieme ad altri programmi di attualità.
BBC News Online è strettamente collegata al sito web del suo dipartimento gemello, quello di BBC Sport. Entrambi i siti seguono layout e opzioni di contenuto simili ei rispettivi giornalisti lavorano insieme. Le informazioni sulla posizione fornite dagli utenti vengono condivise anche con il sito web di BBC Weather per fornire contenuti locali.
Il sito è stato nominato miglior sito di notizie ai BAFTA Interactive Entertainment Awards dal 1998 al 2001, quando la categoria dei premi è stata ritirata. In precedenza ha vinto sia il premio dei giudici che il premio People's Voice per il miglior sito di notizie ai Webby Awards.

## Storia
Il sito web è stato lanciato il 4 novembre 1997, diretto dal fondatore Mike Smartt e dal direttore del progetto Bob Eggington. Un team editoriale più ampio è stato creato riunendo personale dall'interno della BBC, professionisti del giornalismo stampato e da alcuni siti online.
La BBC aveva precedentemente creato siti web speciali riguardanti il Bilancio del 1995, i Giochi Olimpici del 1996, le elezioni generali del 1997 e la morte della principessa Diana nel 1997, ma nulla sulla scala del lancio del sito principale stesso, che ha richiesto lo sviluppo di un sistema completamente nuovo, per il quale è stato appositamente assunto un team, guidato da Matthew Karas.
Il design originale è stato creato da un team, tra cui Matt Jones, sulla base dei progetti di Mike Bennett e dello studio di design Sunbather, che ha lavorato con la società di consulenza Lambie-Nairn che si è occupata del marchio in generale, ed è stato ridisegnato più volte principalmente per adattarsi allo stile visivo dei bollettini televisivi della BBC News e per sfruttare gli aumenti delle risoluzioni dello schermo tipiche dei navigatori. Un'importante revisione nel 2003, principalmente da parte di Paul Sissons e Maire Flynn, ha coinciso con un rilancio del BBC News Channel (poi BBC News 24) e ha caratterizzato un design di pagina più ampio. Il sito ha lanciato una serie di feed RSS 0.91 semi-ufficiali nel giugno 2003 e li ha aggiornati al feed RSS 2.0 completo nel 2008. Ogni indice di notizie ha il proprio feed RSS, comprese le sezioni di approfondimento.
Nel 2004 il sito web della BBC News ha collaborato con Plus Technologies, in risposta al Graf Report del 2003, per fornire collegamenti da articoli della BBC a editori concorrenti. Sebbene la BBC non censuri o modifichi i risultati, gli algoritmi utilizzati tendono a dare maggior peso alle fonti nazionali e internazionali rispetto a quelle regionali o locali.
Mike Smartt, che è diventato caporedattore nel 2000, è stato successivamente sostituito da Pete Clifton che è stato successivamente promosso a capo della BBC News Interactive e sostituito dal precedente editore Steve Herrmann nel 2005.
La BBC ha iniziato a fornire informazioni sugli utenti globali in tempo reale nel giugno 2006.
Una ristrutturazione di BBC News a partire dal 2007 ha visto lo scioglimento del dipartimento separato di BBC News Interactive; i dipartimenti editoriali e gestionali si sono uniti alla nuova redazione multimediale insieme ai notiziari televisivi e radiofonici all'interno del BBC Television Centre.
Sono state gradualmente introdotte nuove funzionalità, inclusa la pubblicità dei contenuti video in modo più evidente. Da maggio 2007, il sito web ha iniziato a offrire uno streaming video in diretta di BBC News 24, il canale di notizie in movimento ora noto come canale BBC News. In linea con l'introduzione di nuove funzionalità in BBC Online, inclusa una nuova barra di navigazione, il sito è stato aggiornato nel 2008 con un design di pagina centrato più ampio, immagini più grandi e una maggiore enfasi sui contenuti audio e video.
A partire dal 30 aprile 2009, alcune storie pubblicate includevano collegamenti nel testo, per lo più ad articoli del profilo nel sito su persone, luoghi e organizzazioni.  Il 19 novembre 2009 la BBC ha annunciato che avrebbe prestato maggiore attenzione all'ottimizzazione del motore di ricerca estendendo i titoli delle notizie.
Il 14 luglio 2010 il sito è stato completamente ridisegnato, con le intestazioni delle sezioni verticali spostate in modo da scorrere orizzontalmente nella parte superiore della pagina. Il nuovo design, che incorpora video in linea più grandi all'interno di articoli di notizie e l'uso di caratteri standardizzato, è stato introdotto come primo passo per allineare l'intero sito web della BBC con le sue nuove linee guida di stile. È stato accolto con opinioni contrastanti; Stephen Fry ha dichiarato la sua approvazione della riprogettazione, e il nuovo design è stato elogiato per essere "più attraente [e] graficamente più forte". Tuttavia, ci furono anche critiche, con alcuni che affermavano che l'uso dello spazio bianco era troppo diffuso e portava alla necessità di uno scorrimento continuo ed eccessivo.
Il 4 marzo 2014, la BBC ha lanciato una versione beta del sito web che è stata costruita intorno ai principi del responsive web design, consentendo alla presentazione del contenuto di adattarsi automaticamente a un'ampia varietà di dimensioni dello schermo, dal computer desktop agli smartphone e ai tablet. Il nuovo design è diventato operativo il 23 marzo 2015.